# Прапор Проскурівки (Ярмолинецький район)
Прапор Проскурівки — офіційний символ села Проскурівка Ярмолинецького району Хмельницької області, затверджений 2 липня 2018р. рішенням №12 сесії сільської ради. Авторами герба є П.Б.Войталюк, К.М.Богатов, В.М.Напиткін.

## Опис
Квадратне полотнище поділене горизонтально на дві рівновеликі частини - синю і муровану білу. На верхній смузі на жовтому паперовому аркуші дві червоних козацькі шаблі вістрям догори, покладені навкіс, на другій чорна арка, в якій по сторонам червоним полум'ям із жовтими облямівками горять два білих смолоскипи, нахилені один до одного.